# Janusia
Janusia là một chi nhện trong họ Ctenidae.